# Marie Josenhans
Marie Regine Josenhans (geboren 9. November 1855 in Stuttgart; gestorben 23. März 1926 ebenda) war eine deutsche Armenfürsorgerin, Autorin und Sozialpolitikerin (Württembergische Bürgerpartei). Von 1919 bis 1926 war sie als eine der ersten Frauen Gemeinderätin in Stuttgart.

## Leben

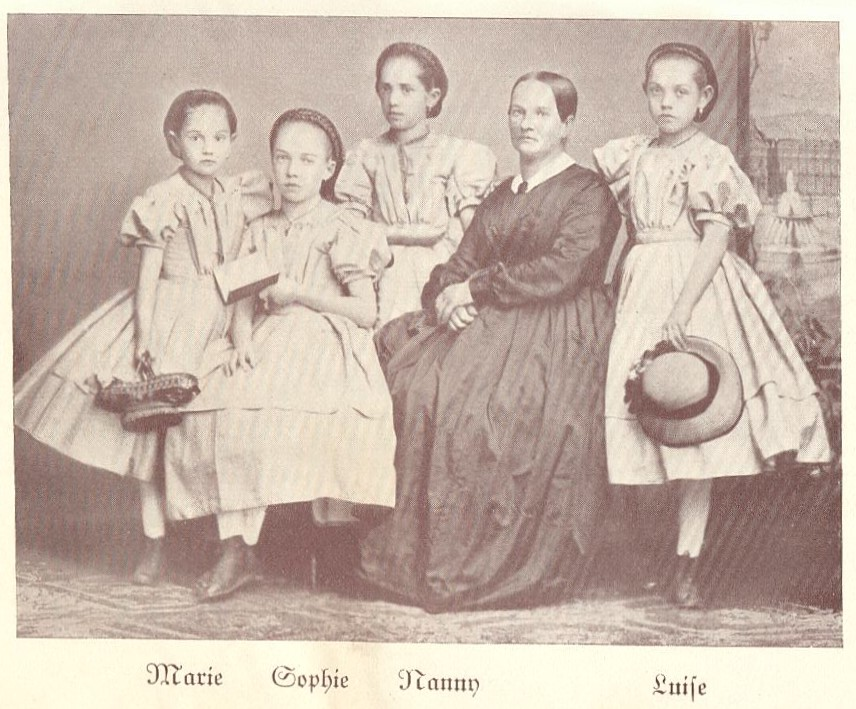
Marie mit Schwestern

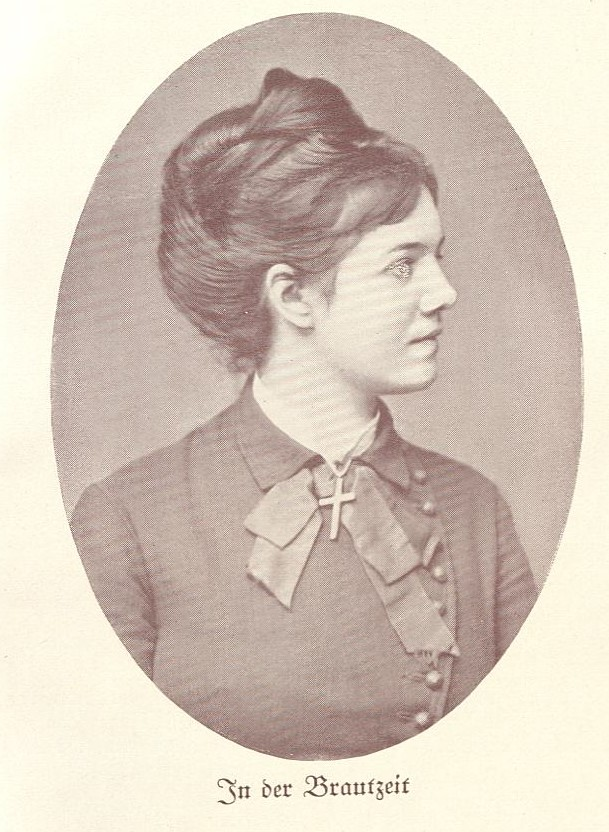
Marie in ihrer Brautzeit

### Jugend und Ausbildung
Marie Josenhans wurde als jüngstes von sechzehn Kindern in eine großbürgerliche Familie geboren. Ihr Vater war der Rotgerbermeister und Lederhändler J. Daniel Josenhans, ihre Mutter Christine, geborene Hitzelberger, eine Metzgerstochter von den Fildern. Kurz nach ihrer Konfirmation, als Josenhans fünfzehn Jahre alt war, sind beide Eltern und eine Schwester verstorben. Ihre Ausbildung bekam sie daraufhin in einem Pensionat am Genfer See. Dort nahm sie auch Klavierstunden und Gesangsunterricht bei einem Opernsänger. Sie war begabt und gab im Stuttgarter Königsbau sogar ein Konzert. Danach blieb sie zeitlebens mit Geschwistern und deren Familien in ihrem Elternhaus in der Olgastraße 55 wohnen. Ihr Onkel Joseph Josenhans war evangelischer Missionsinspektor bei der Basler Mission. Er schrieb unter anderem das 1844 erschienene Buch Ueber Frauen-Vereine zu leiblicher und geistiger Versorgung armer, verlassener und berufloser Jungfrauen und Wittwen.
Nachdem Marie Josenhans die Verlobung mit einem jungen Offizier der sogenannten „Olgagrenadiere“ wieder gelöst hatte, blieb sie ihr Leben lang unverheiratet, nahm aber dennoch am gesellschaftlichen Leben teil. Sie war unter anderem mit der Familie Weizsäcker befreundet.

### Armenfürsorge
Josenhans begann 1891 ehrenamtlich für den Leonhardsgemeindeverein Kinder, Kranke und alte Menschen im Stuttgarter Bohnenviertel zu betreuen. Das brachte ihr bald den Beinamen Engel des Bohnenviertels ein. Zur Unterstützung von bedürftigen Familien richtete sie in ihrem Elternhaus eine Kleider- und Möbelkammer und eine Wohnungs- und Arbeitsvermittlung ein. Auch in der Leonhardskrippe arbeitete sie mit. Diese vom Leonhardsgemeindeverein neu gebaute Ganztageseinrichtung zur Betreuung von Kindern wurde 1913 eröffnet. Etwa. 60–115 Kleinkinder wurden dort betreut. Nach einer wechselvollen Geschichte gibt es diese Einrichtung heute immer noch.
Seit 1906 veröffentlichte sie Geschichten über Menschen, die ihr im Bohnenviertel begegnet waren, unter dem Titel Meine alten Weiblein im Selbstverlag unter den Initialen „M. J.“ Das Buch erschien in dieser Form in mehreren Auflagen. 1908 gab sie einen Folgeband heraus. Ab 1922 erschienen die Geschichten im Quellverlag mit einem Vorwort von Auguste Supper, die dann auch Marie Josenhans als Verfasserin nannte. 1910 kam noch ein dritter Band hinzu: Meine kleinen Freunde. Die Veröffentlichung der Geschichten brachte Josenhans reichlich Spenden für ihre soziale Arbeit ein, vor allem nachdem auch das Königspaar zu den Lesern gehörte.

### Gemeinderätin
Am 12. November 1918 proklamierte der Rat der Volksbeauftragten das allgemeine Wahlrecht für Männer und Frauen ab einem Alter von 20 Jahren. Bei den Gemeinderatswahlen 1919 zog Josenhans als eine der ersten Frauen und Mitglied der neu gegründeten Württembergischen Bürgerpartei in den Stuttgarter Gemeinderat ein. Die Württembergische Bürgerpartei war der württembergische Landesverband der konservativen Deutschnationalen Volkspartei (DNVP). Dadurch gelang es Josenhans schließlich, dass die Armenfürsorge als öffentliche Aufgabe anerkannt wurde. Josenhans war bis 1926 Mitglied des Stuttgarter Gemeinderats.
Parallel zum aktiven und passiven Wahlrecht für Frauen im Staatswesen wurde dieses auch in der württembergischen Landeskirche eingeführt. Marie Josenhans wurde 1922 als erste Frau in den Kirchengemeinderat der evangelischen Leonhards-Gemeinde gewählt.
Daneben wurde Josenhans auch als Schöffin und in die Zentralleitung für Wohltätigkeit berufen.

### Tod
Marie Josenhans starb mit 70 Jahren an einem Herzleiden und wurde auf dem Stuttgarter Pragfriedhof begraben. Ort und Zeit der Beerdigung waren nicht bekannt gegeben worden, dennoch gaben ihr Hunderte von Menschen das letzte Geleit.

## Ehrungen
Im Stuttgarter Stadtbezirk Weilimdorf wurde 1938 die Josenhansstraße nach Marie Josenhans benannt. Das Bestreben, eine Straße im neu gebauten und 2017 eröffneten Stuttgarter Dorotheen Quartier nach ihr zu benennen, scheiterte.
Bei der Neugründung der Stiftung FrauenLeben erwähnte Gerhard Raff in seinem Festvortrag über Württembergs wohltätige Weibsbilder Josenhans mit „Sie hat sich aufgeopfert für die Ärmsten“.
Auf einer Kreuzwegprozession durch Stuttgart erinnerte der Pfarrer der Hospitalkirche, Eberhard Schwarz, am Karfreitag 2014 die Teilnehmenden an kritische Ereignisse und mitleidende Menschen der Stadtgeschichte. So wurde auch für Marie Josenhans die Dornenkrone ausgepackt.

## Schriften
- Meine alten Weiblein. Alltagserlebnisse. Heinrich Eller, 1906. 3. Auflage Neue Auflage 1907. 4. Auflage. Meine alten Weiblein: Alltagserlebnisse. Quell-Verlag der Evangelischen Gesellschaft, Stuttgart 1922. Neuauflagen 1947, 1981, 1985 und 1987
- Meine alten Weiblein: Alltagserlebnisse. Neue Folgen. Quell-Verlag der Evangelischen Gesellschaft, Stuttgart 1908. Neuauflagen 1928, 1947, 1985 und 1987.
- Meine kleinen Freunde. Quell-Verlag, Stuttgart 1910.

## Literatur

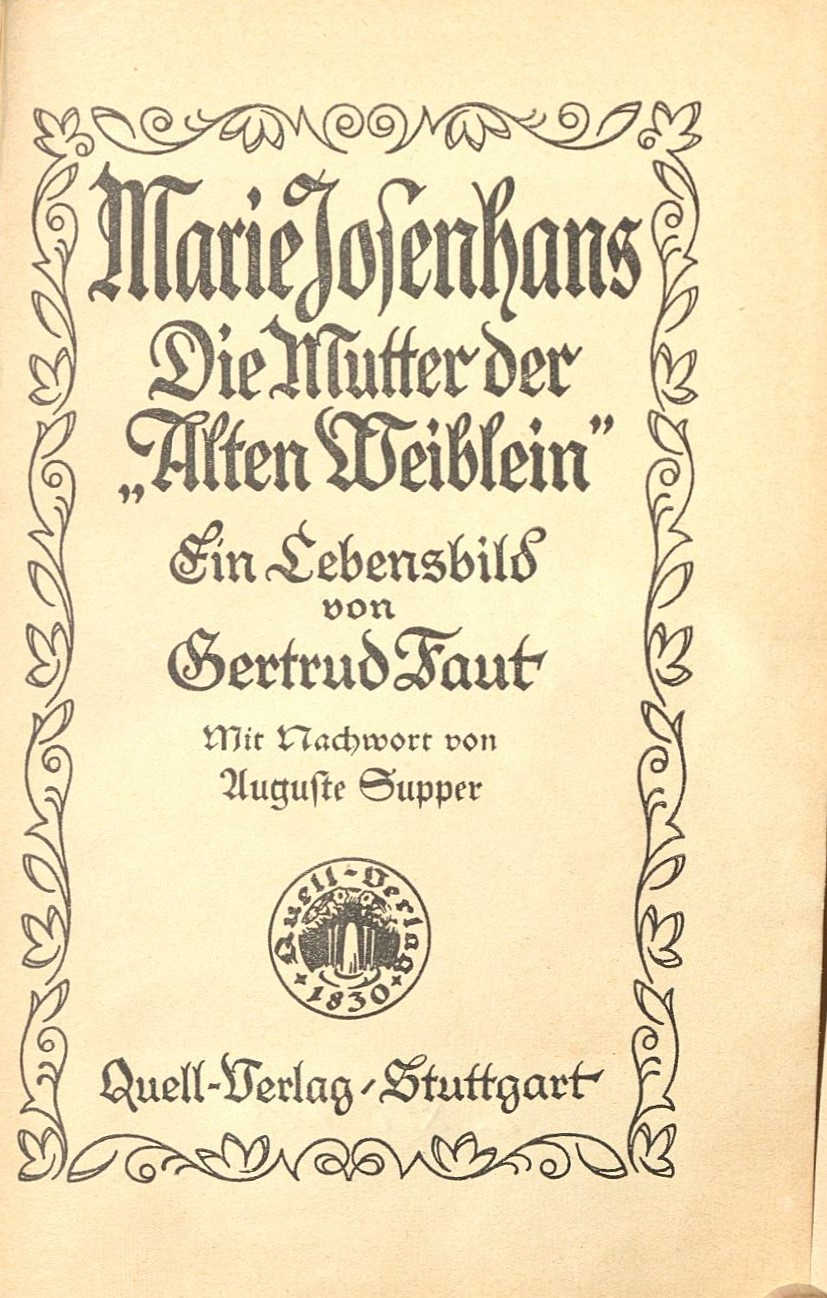
Gertrud Faut (1927)